# Anders Hagelskjær
Anders Hagelskjær, né le 16 février 1997 à Herning au Danemark, est un footballeur danois. Il joue au poste de défenseur central au Wycombe Wanderers.

## Biographie

### Débuts professionnels
Né à Herning au Danemark, Anders Hagelskjær est formé par le club local du FC Midtjylland. Il commence toutefois sa carrière professionnelle au Skive IK, en deuxième division danoise, où il est prêté le 31 janvier 2017 jusqu'à la fin de la saison. Le 5 mars 2017, il joue son premier match en professionnel à l'occasion d'une rencontre de championnat face au Vejle BK. Il est titulaire et son équipe s'impose par deux buts à zéro. Il rejoint définitivement le club à l'été 2017 sans avoir joué le moindre match avec le FC Midtjylland.
Le 23 juillet 2018, Anders Hagelskjær rejoint le Silkeborg IF.
Il joue alors son premier match en Superligaen, la première division danoise, le 29 juillet 2019, contre l'Aalborg BK. Il est titularisé au poste d'arrière gauche et son équipe s'incline par trois buts à un.
Lors de l'été 2021, Anders Hagelskjær rejoint librement l'Aalborg BK pour un contrat de trois ans, soit jusqu'en juin 2024. Le transfert est annoncé dès le 17 mars 2021, le joueur étant libre de s'engager là où il le souhaite puisque son contrat se terminait en juin 2021.
Le 31 août 2022, Hagelskjær est prêté jusqu'à la fin de la saison en Norvège, au Sarpsborg 08 FF.

### Molde FK
Le 21 février 2023, Anders Hagelskjær rejoint le Molde FK. Il signe un contrat de quatre ans, soit jusqu'en décembre 2026,.

### Wycombe Wanderers
Le 9 janvier 2025, lors du mercato hivernal, Anders Hagelskjær rejoint l'Angleterre en s'engageant avec le club anglais de Wycombe Wanderers. Il signe un contrat courant jusqu'en juin 2028,.